# Alyssa Naeher
Alyssa Michele Naeher (Bridgeport, 20 de abril de 1988) é uma futebolista estadunidense que atua como goleira. Atualmente defende o Chicago Red Stars.

## Carreira
Alyssa Naeher desde 2014 é a reserva natural da goleira Hope Solo.
Ela fará parte do elenco da Seleção Estadunidense de Futebol Feminino, nas Olimpíadas de 2016.

## Títulos
Estados Unidos
- Copa do Mundo Feminino Sub-20: 2008
- Copa do Mundo Feminino: 2015, 2019
- SheBelieves Cup: 2016, 2018, 2020,[3] 2021,[4] 2022,[5] 2023,[6] 2024[7]
- Torneio das Nações de Futebol Feminino: 2018
- Campeonato Feminino da CONCACAF: 2018, 2022
- Copa Ouro Feminina da CONCACAF: 2024[8]
- Torneio de qualificação olímpica feminina da CONCACAF: 2016;[9] 2020[10]
- Jogos Olímpicos: 2024

### Prêmios individuais
- Melhor Goleira da FIFA: 2024[11]
- Seleção do Ano da FIFA: 2024[12]
- Goleira do Ano da CONCACAF: 2018[13]
- Melhor XI da CONCACAF: 2018[13]
- Luva de Ouro da Copa Ouro Feminina da CONCACAF: 2024[14]
- Melhor XI da Copa Ouro Feminina da CONCACAF: 2024[15]
- Goleira do Ano da NWSL: 2014[16]
- Melhor XI da NWSL: 2014[17]
- Segundo XI da NWSL: 2016
- Luva de Ouro da Copa do Mundo Feminino Sub-20: 2008[18]
- Seleção da Copa do Mundo Feminino Sub-20: 2008[18]
- Melhor Goleira do Mundo (IFFHS): 2024[19]